# Wilhelm Berglund (1857–1942)
För konstnären Wilhelm Napoleon Berglund, se Wilhelm Berglund.
Gustaf Wilhelm Berglund, född 21 oktober 1857 i Torpa, Västmanlands län, död 20 januari 1942, var en svensk konstnär.
Berglund var fram till sin död anställd som livjägare och betjänt av Gustaf V. Vid sidan av sitt arbete var han verksam som konstnär. Han studerade vid Tekniska slöjdskolan i Stockholm 1876–1878 där han tilldelades andra pris för sin teckningsförmåga. Sedermera utförde han samvetsgranna teckningar och porträttförstoringar i streckmaner samt målningar i akvarell och pastell. Han var från 1886 gift med Nanna Elisabet Wadholm (1863–1952) och far till Wilhelm Berglund. De är alla gravsatta i Högalids kolumbarium i Stockholm.